# Tappen (Dakota Północna)
Tappen – miasto w Stanach Zjednoczonych, w stanie Dakota Północna, w hrabstwie Kidder.